# عماد الدين نسيمي
عَلِيٌّ عِمَادُ الدِّيْنِ نَسِيْمِيُّ البَغدَادِيُّ‌أ[›] الشَّهير اختصارًا بِـ«عماد الدين نسيمي» أو «نسيمي» كان شاعرًا حُروفيًا كتب أشعاره باللُّغات الأذريَّة والفارسيَّة والعربيَّة، كان من أكابر شُعراء التُرك في عصره‌ب[›] ويُعدُّ من أهم الشخصيَّات في الأدب الأذربيجاني.
عماد الدّين نسيمي من مواليد أذربيجان في القرن الرّابع عشر في عام 1370م، وقيل إنّه ولد في بغداد، وبعضهم نسب ولادته إلى تبريز وكلاهما غير صحيح، وأمّا نسبته “نسيميّ” إلى ضاحية نسيم في بغداد فليس بناء على موطن ولادته بل بناء على ما قضاه فيها من شبابه في التعلّم والدّعوة.
نظم الشعر بالتركية والفارسية، وكان من أتباع مذهب فضل الله الاسترآبادي المعروف بالحروفية.
هو السيد عماد الدين الشيرازي البغدادي الحروفي المشتهر في شعره بنسيمي. له ديوانان واحد نظمه بالفارسية وآخر نظمه بالتركية. وله عدة قصائد عربية اللسان أيضاً.
اختلف في سنة وفاته، فقيل أنه هرب بعد مقتل الاسترآبادي سنة 796 هـ إلى حلب فقتل بها. ويقال صُلب في شيراز سنة 837 هـ.

## شعره
عكف عماد الدين نسيمي على دراسة آثار الفلاسفة والأدباء البارزين في عصره، فيما وقف بشكل متعمق على الفلسفة اليونانية القديمة وفلسفات الشرق الكلاسيكية، كما تبنى تمامًا أسس الإسلام والمسيحية. نسج نسيمي أولى قصائده باسم «حسيني» تكريماً للمتصوف الشهير حسين منصور حلاج، ثم استفاد من تعاليم مؤسس الحروفية فضل الله نعيمي الاسترآبادي، وتبنى اسمًا مستعارًا عرفَ بـ «نسيمي»، ليبدأ تحت هذا الاسم يكتب قصائد وأشعاراً تهدف لنشر أفكار الحروفية. فأصبح واحداً من أشهر الشخصيات الحروفية، ليس على مستوى أذربيجان وحسب، ولكن أيضًا في مصر والعراق وإيران والأناضول، وبدأت قصائده تدور على الألسن.
تعرض مذهب الحروفية إلى اضطهاد مستمر في الدولة العثمانية، فانتقل نسيمي من العراق إلى أذربيجان ومنطقة الأناضول لنشر المذهب الحروفي، وقد ترك الحروفيون في القرن الخامس عشر اللغة الفارسية وبدءوا باستعمال اللغة التركية. دعا نسيمي في قصائده الإنسان إلى معرفة ذاته، على اعتبار أن أسرار الكون وأسرار الخليقة تتجلى فيه.

## حواشٍ
- ^ أ: نسبته إلى بغداد مُختلف فيها ويرجع سبب الخلاف إلى تحديد موضع ولادته أهو في بغداد أم تبريز أم شماخي أم حلب أم شيراز، ولكن يرجح أن تسميته بالبغدادي لأن نشأته وتعلمه ومعظم حياته كانت في بغداد العراقيَّة.

- ^ ب: ويُقصد بالتُرك كل الشعوب التركية من أتراك وأذربيجانيين وكازاخ وقرغيز وغيرها.